# Sistema de objetos virtuales
El Sistema de Objetos Virtuales (VOS) es una tecnología de software informático para crear sistemas de objetos distribuidos. Los sitios que alojan Vobjects normalmente están conectados mediante una red informática, como una red de área local o Internet. Los Vobjects pueden enviar mensajes a otros Vobjects a través de estos enlaces de red (de forma remota) o dentro del mismo sitio host (localmente) para realizar acciones y sincronizar el estado. De esta manera, VOS también puede denominarse un sistema de llamada a procedimiento remoto orientado a objetos. Además, los Vobjects pueden tener varias relaciones dirigidas con otros Vobjects, lo que les permite formar estructuras de datos de gráficos dirigidos.
VOS está libre de patentes y su implementación es Software Libre. El enfoque principal de aplicación de VOS son los entornos virtuales 3D colaborativos y multiusuario de propósito general o la realidad virtual. El diseñador principal y autor de VOS es Peter Amstutz.